# Merosargus tritaeniatus
Merosargus tritaeniatus är en tvåvingeart som beskrevs av Lindner 1929. Merosargus tritaeniatus ingår i släktet Merosargus och familjen vapenflugor. Inga underarter finns listade i Catalogue of Life.